# بونگاری، ویکتوریا
بونگاری (به انگلیسی: Bungaree) یک شهرک در استرالیا است که در Shire of Moorabool واقع شده‌است.